# ネットビジネスの勝者
ネットビジネスの勝者（ネットビジネスのしょうしゃ、原題: Download: The True Story of the Internet）は、サイエンス・チャンネルで2008年3月に放送されたドキュメンタリー番組である。全4話。日本ではディスカバリーチャンネルで放送された。

## エピソード
1. ブラウザー戦争 Browser Wars
2. グーグル Search
3. アマゾン Bubble
4. 音楽ダウンロード People Power

## 出演者

### 司会者
- ジョン・ハイルマン（en:John Heilemann）

### インタビュー
- マーク・アンドリーセン
- ジェームズ・H・クラーク
- ショーン・ファニング
- ジャスティン・フランケル
- チャド・ハーリー
- ロブ・マックール
- ルー・モントゥッリ
- トーマス・リアドン
- ゲイリー・リバック
- ヒラリー・ローゼン
- アレクス・トティック
- ケビン・ローズ